# Campionato mondiale maschile di hockey su pista San Paolo 1966
Il Campionato mondiale di hockey su pista 1966 (in inglese 1966 Roller Hockey World Cup) è stata la diciassettesima edizione della massima competizione per le rappresentative di hockey su pista maschili maggiori e fu organizzata dalla Fédération Internationale de Roller Sports. La competizione si svolse dall'11 al 20 maggio 1966 a San Paolo in Brasile. 
La vittoria finale è andata alla nazionale della Spagna che si è aggiudicata il torneo per la quinta volta nella sua storia.

## Formula
Il campionato del mondo 1966 vide la partecipazione di dieci squadre nazionali. La manifestazione fu organizzata tramite un girone all'italiana con gare di sola andata; erano assegnati due punti per l'incontro vinto, un punto a testa per l'incontro pareggiato e zero la sconfitta. Al termine del torneo la squadra prima classificata venne proclamata campione del Mondo.

## Squadre partecipanti
| Squadra     | Part. Nº | Partecipazioni precedenti al torneo                                                            |
| ----------- | -------- | ---------------------------------------------------------------------------------------------- |
| Argentina   | 4        | 1960, 1962, 1964                                                                               |
| Brasile     | 4        | 1953, 1956, 1962                                                                               |
| Cile        | 4        | 1954, 1955, 1962                                                                               |
| Inghilterra | 16       | 1936, 1939, 1947, 1948, 1949, 1950, 1951, 1952, 1953, 1954, 1955, 1956, 1958, 1960, 1964       |
| Italia      | 17       | 1936, 1939, 1947, 1948, 1949, 1950, 1951, 1952, 1953, 1954, 1955, 1956, 1958, 1960, 1962, 1964 |
| Paesi Bassi | 14       | 1948, 1949, 1950, 1951, 1952, 1953, 1954, 1955, 1956, 1958, 1960, 1962, 1964                   |
| Portogallo  | 17       | 1936, 1939, 1947, 1948, 1949, 1950, 1951, 1952, 1953, 1954, 1955, 1956, 1958, 1960, 1962, 1964 |
| Spagna      | 15       | 1947, 1948, 1949, 1950, 1951, 1952, 1953, 1954, 1955, 1956, 1958, 1960, 1962, 1964             |
| Stati Uniti | 1        | Esordiente                                                                                     |
| Svizzera    | 16       | 1936, 1939, 1947, 1948, 1949, 1950, 1951, 1952, 1953, 1954, 1955, 1956, 1958, 1962, 1964       |

Nota bene: nella sezione "partecipazioni precedenti al torneo" le date in grassetto indicano la squadra che ha vinto quell'edizione del torneo

## Svolgimento del torneo

### Classifica finale
| Pos | Squadra     | Pt | G | V | N | P | GF | GS | DG  |
| --- | ----------- | -- | - | - | - | - | -- | -- | --- |
| 1.  | Spagna      | 18 | 9 | 9 | 0 | 0 | 46 | 10 | +36 |
| 2.  | Portogallo  | 15 | 9 | 7 | 1 | 1 | 60 | 7  | +53 |
| 3.  | Argentina   | 12 | 9 | 5 | 2 | 2 | 25 | 19 | +6  |
| 4.  | Italia      | 11 | 9 | 4 | 3 | 2 | 24 | 21 | +3  |
| 5.  | Svizzera    | 9  | 9 | 4 | 1 | 4 | 27 | 27 | 0   |
| 6.  | Cile        | 7  | 9 | 3 | 1 | 5 | 21 | 42 | -21 |
| 7.  | Stati Uniti | 6  | 9 | 3 | 0 | 6 | 19 | 39 | -20 |
| 8.  | Paesi Bassi | 6  | 9 | 3 | 0 | 6 | 31 | 37 | -6  |
| 9.  | Inghilterra | 4  | 9 | 2 | 0 | 7 | 22 | 48 | -26 |
| 10. | Brasile     | 2  | 9 | 1 | 0 | 8 | 9  | 34 | -25 |

### Risultati

#### 1ª Giornata
| San Paolo 11 maggio 1966 | Brasile | 2 – 0 | Stati Uniti |  |

| San Paolo 11 maggio 1966 | Cile | 2 – 3 | Inghilterra |  |

| San Paolo 12 maggio 1966 | Paesi Bassi | 2 – 9 | Portogallo |  |

| San Paolo 12 maggio 1966 | Italia | 2 – 4 | Svizzera |  |

| San Paolo 12 maggio 1966 | Argentina | 0 – 5 | Spagna |  |

#### 2ª Giornata
| San Paolo 13 maggio 1966 | Argentina | 6 – 3 | Paesi Bassi |  |

| San Paolo 13 maggio 1966 | Brasile | 0 – 4 | Italia |  |

| San Paolo 13 maggio 1966 | Cile | 2 – 1 | Stati Uniti |  |

| San Paolo 13 maggio 1966 | Spagna | 6 – 4 | Svizzera |  |

| San Paolo 13 maggio 1966 | Inghilterra | 1 – 11 | Portogallo |  |

#### 3ª Giornata
| San Paolo 14 maggio 1966 | Argentina | 5 – 0 | Inghilterra |  |

| San Paolo 14 maggio 1966 | Brasile | 1 – 2 | Spagna |  |

| San Paolo 14 maggio 1966 | Cile | 0 – 9 | Portogallo |  |

| San Paolo 14 maggio 1966 | Paesi Bassi | 6 – 2 | Svizzera |  |

| San Paolo 14 maggio 1966 | Italia | 3 – 2 | Stati Uniti |  |

#### 4ª Giornata
| San Paolo 15 maggio 1966 | Argentina | 0 – 5 | Portogallo |  |

| San Paolo 15 maggio 1966 | Brasile | 1 – 3 | Paesi Bassi |  |

| San Paolo 15 maggio 1966 | Spagna | 8 – 0 | Stati Uniti |  |

| San Paolo 15 maggio 1966 | Inghilterra | 2 – 5 | Svizzera |  |

| San Paolo 15 maggio 1966 | Cile | 1 – 1 | Italia |  |

#### 5ª Giornata
| San Paolo 16 maggio 1966 | Argentina | 2 – 0 | Brasile |  |

| San Paolo 16 maggio 1966 | Cile | 3 – 6 | Svizzera |  |

| San Paolo 16 maggio 1966 | Inghilterra | 4 – 6 | Italia |  |

| San Paolo 16 maggio 1966 | Portogallo | 13 – 2 | Stati Uniti |  |

| San Paolo 16 maggio 1966 | Spagna | 5 – 3 | Paesi Bassi |  |

#### 6ª Giornata
| San Paolo 17 maggio 1966 | Argentina | 2 – 2 | Svizzera |  |

| San Paolo 17 maggio 1966 | Brasile | 0 – 10 | Portogallo |  |

| San Paolo 17 maggio 1966 | Cile | 0 – 9 | Spagna |  |

| San Paolo 17 maggio 1966 | Paesi Bassi | 3 – 4 | Italia |  |

| San Paolo 17 maggio 1966 | Inghilterra | 5 – 6 | Stati Uniti |  |

#### 7ª Giornata
| San Paolo 18 maggio 1966 | Argentina | 2 – 0 | Stati Uniti |  |

| San Paolo 18 maggio 1966 | Brasile | 1 – 2 | Svizzera |  |

| San Paolo 18 maggio 1966 | Cile | 6 – 5 | Paesi Bassi |  |

| San Paolo 18 maggio 1966 | Spagna | 6 – 1 | Inghilterra |  |

| San Paolo 18 maggio 1966 | Italia | 1 – 1 | Portogallo |  |

#### 8ª Giornata
| San Paolo 19 maggio 1966 | Argentina | 6 – 2 | Cile |  |

| San Paolo 19 maggio 1966 | Brasile | 2 – 6 | Inghilterra |  |

| San Paolo 19 maggio 1966 | Spagna | 4 – 1 | Italia |  |

| San Paolo 19 maggio 1966 | Paesi Bassi | 2 – 4 | Stati Uniti |  |

| San Paolo 19 maggio 1966 | Portogallo | 2 – 0 | Svizzera |  |

#### 9ª Giornata
| San Paolo 19 maggio 1966 | Argentina | 2 – 2 | Italia |  |

| San Paolo 19 maggio 1966 | Brasile | 2 – 5 | Cile |  |

| San Paolo 19 maggio 1966 | Spagna | 1 – 0 | Portogallo |  |

| San Paolo 19 maggio 1966 | Paesi Bassi | 5 – 0 | Inghilterra |  |

| San Paolo 19 maggio 1966 | Svizzera | 2 – 4 | Stati Uniti |  |